# Rietzneuendorf-Staakow
Rietzneuendorf-Staakow település Németországban, azon belül Brandenburgban. Lakosainak száma 613 fő (2023. december 31.).

## Népesség
A település népességének változása:
| Lakosok száma | 597  | 599  | 602  | 608  | 613  |
|               | 2017 | 2019 | 2021 | 2022 | 2023 |